# Оливейра да Лус, Леандро де
Леандро де Оливейра да Лус (порт. Leandro de Oliveira da Luz; 1 марта 1983, Кандиду-Мота) — бразильский футболист, левый защитник.

## Карьера
Леандро начал карьеру в клубе «Сантос» в 2001 году и провёл в команде два сезона, сыграв 5 матчей в чемпионате Бразилии. В конце 2002 года Леандро перешёл в «Бразильенсе». Там он стал игроком основного состава и получил вызов в молодёжную сборную Бразилии вместе с такими игроками, как Диего и Вагнер Лав. Провёл 4 матча на панамериканских играх и забил гол на 35-й минуте дебютного матче с Колумбией 3 августа 2003 года.
В марте 2004 года Леандро перешёл в российский «Сатурн», там он провёл 12 матчей и забил 1 гол. После этого Леандро вернулся в Бразилию, где выступал за «Пайсанду» (Белен), «Понте-Прету» и «Кабофриенсе». С 2008 года Леандро выступал в клубе «Хайфон», в составе которого стал вице-чемпионом Вьетнама. По окончании сезона 2010 перешёл в «Биньзыонг».